# ژن نوکی
ژن نوکی (انگلیسی: Gene Gnocchi؛ زادهٔ ۱ مارس ۱۹۵۵) بازیکن فوتبال اهل ایتالیا است.
از باشگاه‌هایی که در آن بازی کرده‌است می‌توان به باشگاه فوتبال جنوآ، باشگاه فوتبال آلساندریا، و باشگاه فوتبال پارما اشاره کرد.